# Геофизическая аномалия
Геофизическая аномалия — территориально обособленное, резко выделяющееся отклонение значений реального физического поля Земли от нормального поля (радиометрические, магнетические, электромагнитные, гравитационные свойства), фиксируемое в пункте наблюдения, отвечающее локализованным источникам или возмущающим объектам (рудным телам, отдельным структурам). Площадь, в пределах которой наблюдаются выделяющиеся на фоне поля окружающей территории сложные поля или серии локальных аномалий — аномальная зона. Как правило, подобная аномалия обуславливается различием физических свойств горной породы и неоднородностью её состава и строения, поэтому выяснение природы аномалии является одной из наиболее важных и ответственных задач при использовании геофизических поисковых методов.
По геофизическим аномалиям изучается внутреннее строение Земли и земной коры (особенно верхней части), проводится поиск и разведка месторождений полезных ископаемых, а также решаются гидрогеологические и инженерные задачи (к примеру, в гравитационной разведке используются данные об аномалиях силы тяжести, в магнитной — о магнитных аномалиях). Геофизические аномалии, выявленные над месторождениями, по некоторым своим показателям (интенсивность, площадь, конфигурация) позволяют предсказать масштабы объекта, глубину и характер залегания. Также они используются в выявлении ряда геологических предпосылок: участков развития измененных пород, положения и ориентировки разрывных рудоконтролирующих структур и т.д..

## Виды аномалий
Геофизические аномалии часто являются поисковыми признаками месторождений полезных ископаемых, однако они могут быть вызваны не присутствием залежей полезных ископаемых, а иными явлениями. Выделяются следующие виды аномалий:
- Гравитационные аномалии — участки с отклонениями значения ускорения силы тяжести от нормальных. Положительные аномалии могут быть вызваны наличием относительно крупных масс пород с высокими плотностными характеристиками: положительные геомагнитные аномалии часто фиксируются над залежами железных руд, хромитов, сульфидов и т.д[3]. Отрицательные гравитационные аномалии вызывают вкупе с иными тектоническими процессами вызывают образование зон напряженностей и геологических разломов, оказывающих самое существенное влияние на фауну и флору. Наиболее опасными являются узлы пересечения ГПЗ (геопотагенных зон), в которых характерными являются повышенная заболеваемость раком, ишемией сердца и рассеянным склерозом, высокая смертность детей и их заболеваемость лейкозами и врождёнными пороками, а также повышенное психогенное воздействие на человека[4].
- Магнитные аномалии (геомагнитные) — все изменения напряженности магнитного поля, вызванные присутствием неодинаковых по магнитным свойствам пород. Положительные магнитные аномалии вызываются более высоким по сравнению со вмещающей породой содержанием магнитных минералов в телах полезных ископаемых. Интенсивность зависит от типа руд и их объёма. В частности, наиболее известными примерами являются Курская магнитная аномалия и гора Магнитная на Урале[3]. Отрицательные геомагнитные аномалии являются одной из предпосылок к повышенной заболеваемости ревматизмом, гипертонией, онкологическими и нервно-психическими заболеваниями (по некоторым данным, она выше на 120-160%, чем в нормальных районах)[4].
- Электрические аномалии — отклонения электромагнитного поля от нормального значения, вызванные объектами с особыми электрическими свойствами. Выделяются аномалии кажущегося удельного электрического сопротивления, аномалии естественного электрического поля, аномалии вызванной поляризации и др. Руды месторождений, вызывающих эту аномалию, характеризуются повышенной электропроводностью и более низкими показателями электрического сопротивления и т.д. Обнаружение ведётся с помощью методов электроразведки[3].
- Радиоактивные аномалии — присутствие повышенных концентраций радиоактивных элементов в рудах, надёжный поисковый признак для обнаружения радиоактивного сырья. Радиоактивные элементы благодаря высокой миграционной способности проникают во вмещающие породы и почвы, а газообразные продукты радиоактивного распада фиксируются в почвенном воздухе[3].
- Также выделяются сейсмические, сейсмоэлектрические и другие виды аномалий[3].

## Решаемые задачи
На основе анализа и интерпретации аномалий в горном деле решаются задачи поиска и разведки полезных ископаемых, технического обслуживания действующих горнодобывающих предприятий, инженерной геологии и гидрогеологии. Изучаются особенности геологического строения окрестностей горных выработок и скважин; массивов пород, залегающих между горными выработками, скважинами и дневной поверхностью. Известны следующие примеры:
- По магнитным аномалиям фиксируются залежи сильномагнитных руд (магнетита), расположенные в стороне от горной выработки.
- По аномалиям ускорения силы тяжести при гравитационном каротаже выделяются рудные залежи с избыточной плотностью.
- По аномалиям поглощения радиоволн (применение радиволновой разведки) обнаруживаются рудные зоны полезных ископаемых с пониженным по сравнению со вмещающими породами сопротивлением.
- По аномалиям поглощения сейсмических волн выявляются подземные полости и зоны обрушения.
- По термическим аномалиям обнаруживают очаги подземных пожаров, вызванных такими явлениями, как самовозгорание сульфидных руд.
- Аномалиями высокой проводимости при электрической разведке фиксируются рудные тела, направление и скорость движения подземного водного потока.